# Andro (entreprise)
 (novembre 2022).
Si vous disposez d'ouvrages ou d'articles de référence ou si vous connaissez des sites web de qualité traitant du thème abordé ici, merci de compléter l'article en donnant les références utiles à sa vérifiabilité et en les liant à la section « Notes et références ».
 (novembre 2022).
Pour les articles homonymes, voir Andro.
Andro est une marque de fabricant de matériel pour le tennis de table.
Elle est notamment à l'origine des revètements:
- Révolution, et ses dérivés
- Impuls
- Logo
- Plasma, et ses dérivés
- Rocket Soft et Rocket Medium
- Blax All+ et Blax Off
- Kinetic et ses dérivés
- "Quad" et ses dérivés